# Franz Gustav Forsmann

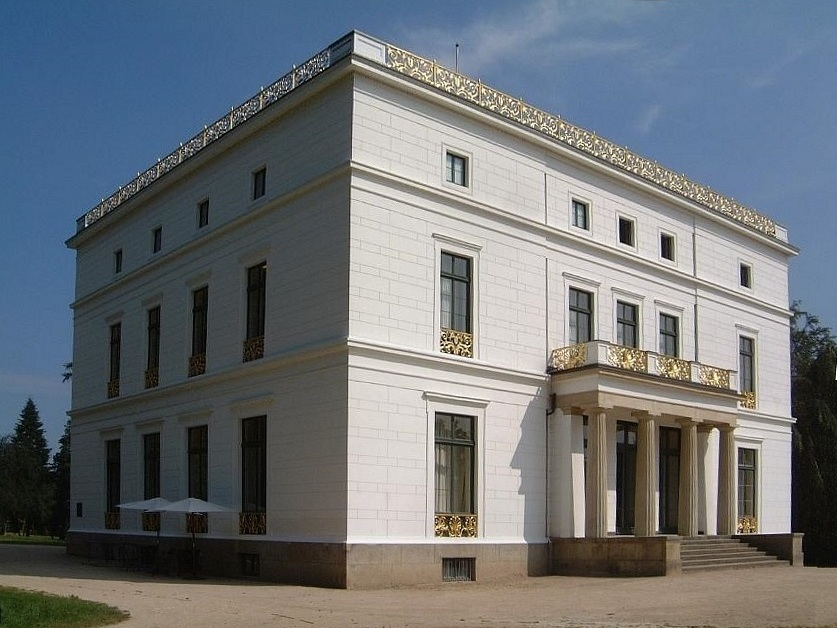
Jenisch-Haus im Jenischpark (Klein Flottbek)

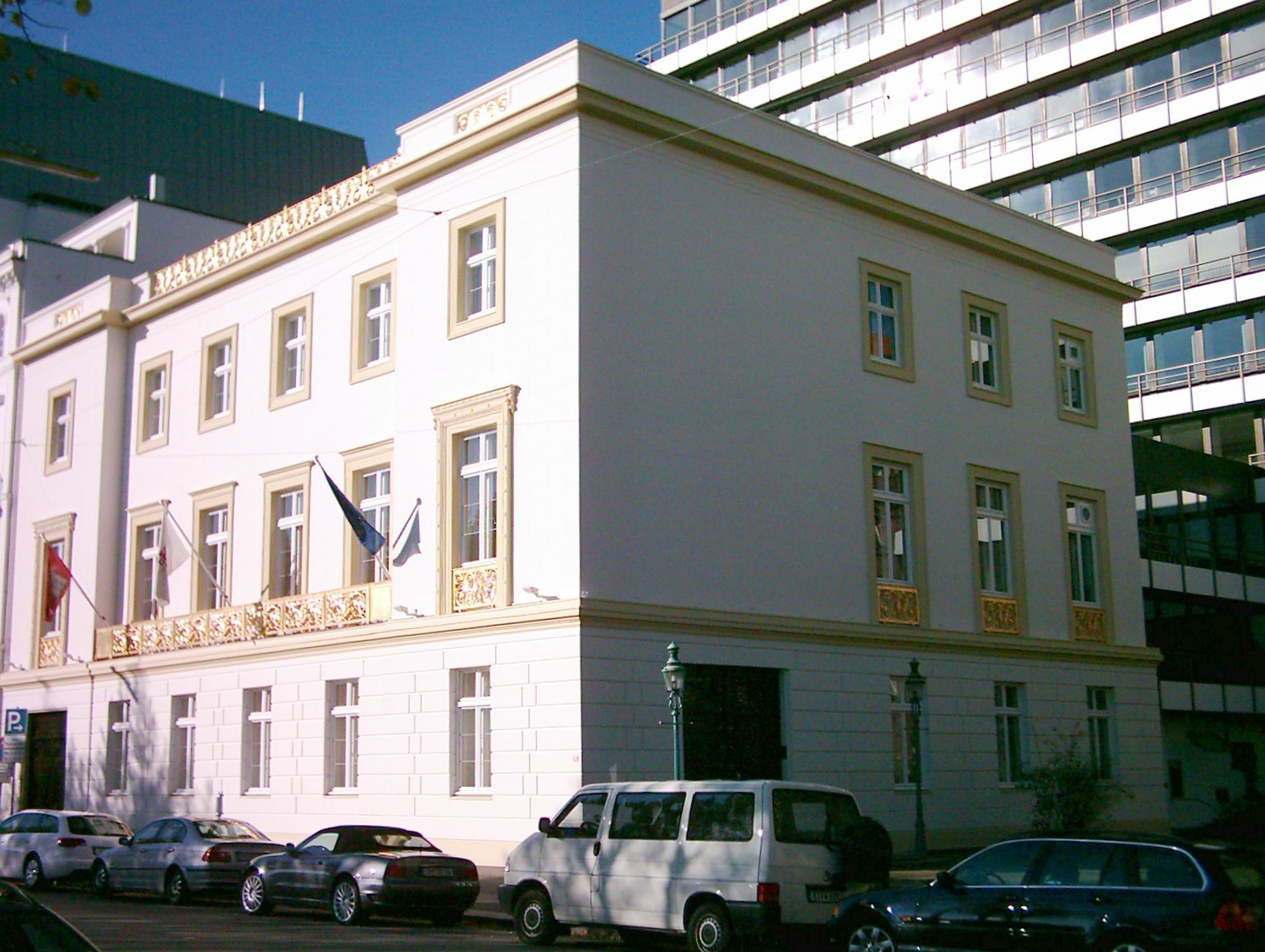
Amsinck-Palais an der Binnenalster

Franz Gustav Joachim Forsmann (* 19. April 1795 in Hamburg; † 17. März 1878 ebenda) war ein deutscher Architekt, Baumeister und Mitarbeiter der Baudeputation, der den Klassizismus in Hamburg entscheidend mitgestaltete.

## Leben und Wirken

### Kindheit und Ausbildung
Forsmann war der Sohn des Kupferstechers Gustav Andreas Forsmann (1773–1830) und dessen Frau Abel Margaretha Sophia Meyer (1753–1836). Er arbeitete in seiner Jugend bei seinem Vater als Kupferstecher und erhielt Unterricht in der Zeichenschule von Johann Heinrich Wilhelm Tischbein in Eutin. Von 1815 bis 1818 machte er eine Ausbildung als Hauszimmerer. Am 2. Oktober 1819 schrieb er sich in die Akademie der bildenden Künste München ein. In den folgenden Jahren bildete er sich auf Reisen in Deutschland, Frankreich, Italien und England auf architektonischem Gebiet weiter und erlangte vermutlich 1824 ein Architekturdiplom.

### Arbeit in der Baudeputation
Ab 1824 war Forsmann freier Mitarbeiter in der Baudeputation; er wurde am 28. April 1828 als Bauconducteur und am 27. April 1841 als erster Bauinspektor gewählt. Als Architekt der Hamburger Baudeputation unter Carl Ludwig Wimmel war Forsmann an öffentlichen Bauten wie der Börse und dem Johanneum wesentlich beteiligt.

Als Stadtbaumeister war er der Planer für die ersten Versionen eines Neubaues für einen „Dreizweckebau“ mit der Realschule des Johanneums, den Gewerbeschulen und dem Gewerbemuseum am Schweinemarkt (heute Lange Mühren), ein Projekt, das nach seiner Pensionierung 1871 der neue Stadtbaumeister Carl Johann Christian Zimmermann übernahm, jedoch mit größeren Flächen am „Lämmermarkt“, dem heutigen Standort am Steintorplatz realisierte. Das ehemalige Multifunktionsgebäude beherbergt seit 1976, d. h. nach dem Auszug der letzten der verbliebenen Gewerbeschulen, nur noch das Museum für Kunst und Gewerbe Hamburg.

Die Zeit von ca. 1825 bis ca. 1870, in der Forsmann wirkte, umfasst in der Architekturgeschichte eine Epoche der Umbrüche. Etwa um 1840 löste der Rundbogenstil den bis dahin vorherrschenden Klassizismus ab, und in Hamburg bedeutete der Große Brand von 1842 einen wichtigen Neubeginn für die Stadtplanung. Bald darauf setzte die Diskussion um die Wahl des richtigen (historisierenden) Baustils ein. Zugleich fällt in Forsmanns Leben der Streit zwischen den Verfechtern der Putz- und der Backsteinarchitektur. Er selbst wohnte in der Carolinenstraße.

### Architekt für private Auftraggeber
Neben seiner Tätigkeit für die Stadt Hamburg hat Forsmann zahlreiche Wohnhäuser für angesehene Kaufleute, Bürgermeister und Senatoren errichtet. Das Wohn- und Geschäftshaus für den Bankier Gottlieb Jenisch an der Binnenalster sowie die Landhäuser Weber und Vorwerk in den Elbvororten zählen zu den schönsten erhaltenen Exemplaren von Architektur und Interieur des späten Klassizismus in Hamburg. Das Stadtpalais für Gottlieb Jenisch am Neuen Jungfernstieg verfügte allein in der ersten Etage über einen „Entree-Salon“, drei weitere Salons, einen „Großen Saal“ und einen „Buffet-Raum“. Das Gebäude ist heute Sitz des Überseeclubs und wird nach einem späteren Eigentümer als Amsinckhaus bezeichnet.
Dessen Bruder Martin Johann Jenisch der Jüngere wünschte die Errichtung eines klassizistischen Landhauses in Othmarschen. Er hatte dort 1828 ein großes Grundstück erworben, das einen weiten Blick über die Elbe gewährt. Die ursprünglichen Entwürfe Forsmanns für das Jenisch-Haus legte Jenisch dem Architekten Karl Friedrich Schinkel vor. Dieser entwarf eigenständig ein großes Landhaus, das mit den Plänen Forsmanns nichts mehr gemein hatte. Forsmann überarbeitete daraufhin seinerseits die Pläne Schinkels. Die Änderungen sind so gravierend, dass der bestehende Bau nicht mehr als Schinkelbau bezeichnet werden kann. Für den Hamburger Bürgermeister Heinrich Kellinghusen errichtete Forsmann nach dem großen Brand 1842 ein Haus in der Ferdinandstrasse und ein Sommerhaus in dem damals noch ganz ländlichen Eppendorf.

## Bauten
- Jenisch-Haus (1831/34) Landhaus des Bausenators Martin Johann Jenisch d. J.
- Stadthaus Gottlieb Jenisch (auch Amsinck-Palais genannt), Wohn- und Geschäftshaus für Gottlieb Jenisch (Übersee-Club e. V.) am Neuen Jungfernstieg 18 (bzw. 19 nach heutiger Nummerierung) (1831/34).
- Hamburger Börse Adolphsplatz 1 (1839/41)
- Johanneum am Speersort (1838/40), im Zweiten Weltkrieg zerstört.
- Stadthaus Heine (1842/44) Jungfernstieg 18 (bzw. 34 nach heutiger Nummerierung), gebaut für Salomon Heine, der aber vor Bezug des Hauses verstarb. Nicht erhalten.
- ehm. Polizeiwache Hütten 42 in der Hamburger Neustadt, heute Enckeplatz 1 Helmuth Hübener Haus (1857/58)

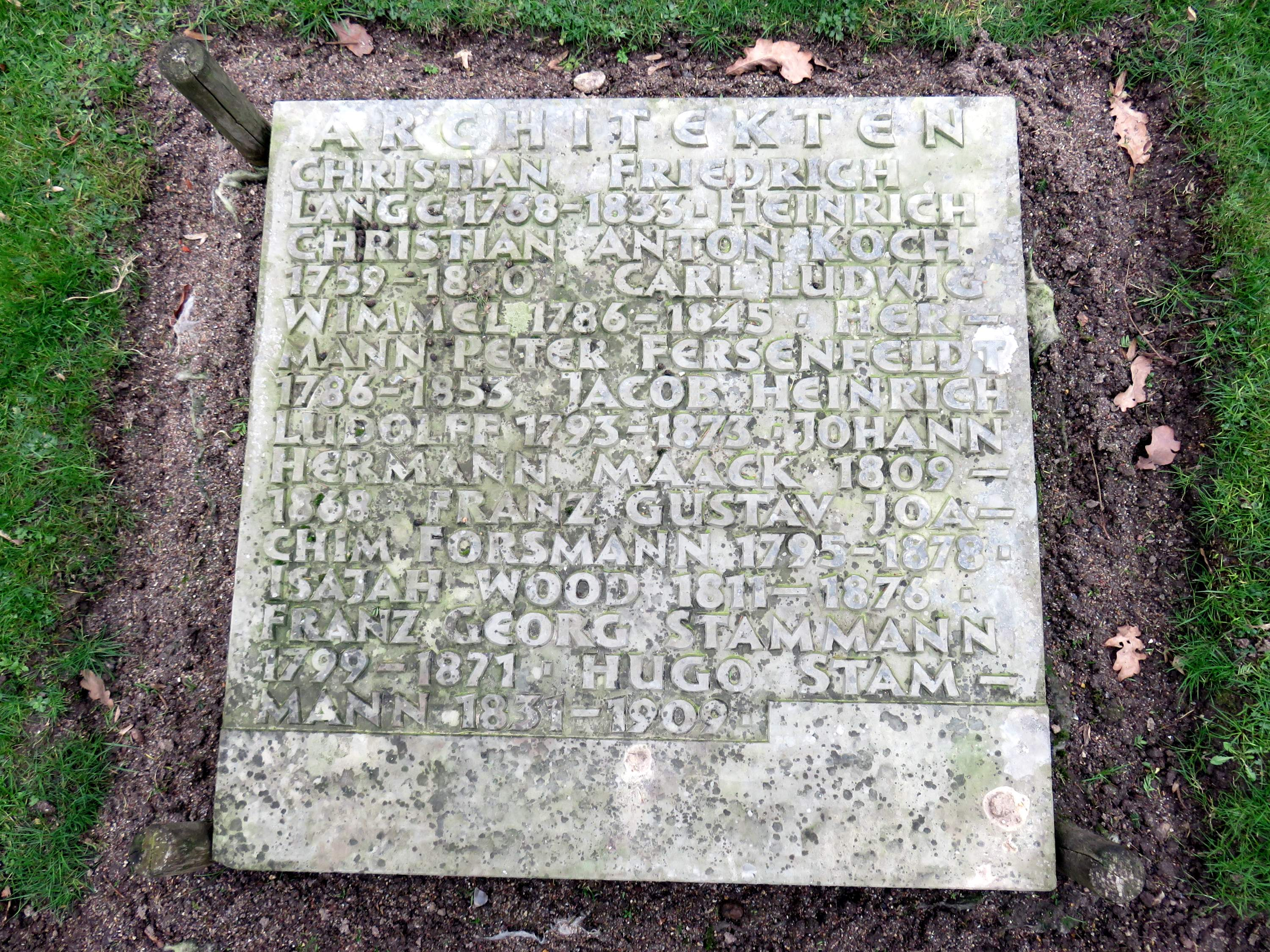
Grabmaltafel Althamburgischer Gedächtnisfriedhof Ohlsdorf

## Ehrungen
Im Bereich des Althamburgischen Gedächtnisfriedhofs des Ohlsdorfer Friedhofs wird auf dem Sammelgrabmal Architekten an Franz Gustav Joachim Forsmann erinnert.
Nach ihm ist seit 1907 die Forsmannstraße in Hamburg-Winterhude benannt.